# 楚克里制
楚克里制是印度西孟加拉邦地區一種債務奴隸制制度，在這制度下女性會被逼賣淫以還債。她一般工作一年或更長時間，以償還一個假定的債務給妓院老闆，後者提供食物，衣服，化妝和生活費。
該系統創造了一個被債權人奴役的勞動力，是孟加拉婦女進入性交易的主要原因之一。 該系統主要在西孟加拉邦或加爾各答附近興旺發達。該名稱也在孟加拉國使用。